# SN 1961U
SN 1961U – supernowa typu II-L odkryta 1 stycznia 1962 roku w galaktyce NGC 3938. Jej maksymalna jasność wynosiła 13,80m.